# Carretera de Rivert
La Carretera de Rivert és una antiga pista rural actualment asfaltada del terme municipal de Conca de Dalt (a l'antic terme de Toralla i Serradell), al Pallars Jussà. Enllaça la vila de Salàs de Pallars amb el poble de Rivert.
Arrenca de la Pista de Salàs de Pallars a Rivert a la cruïlla de Sensui, des d'on s'adreça cap al nord-oest deixant les partides de la Vinya i lo Gargallar al nord-est. Poc després passa entre lo Planell (a ponent) i lo Clot (a llevant), i arriba a l'extrem de llevant de la partida de Rebollans, d'on marxa cap al nord la Carretera de Salàs de Pallars a Vilanova. Després d'un breu tram al nord de Rebollans que pren la direcció oest, torna a emprendre cap al nord-oest, deixant al nord-est el Corral de Cucurell i els indrets de Roderes, Llaunes, la Cabana del Teixidor, Plantades i Roderetes, i al sud-oest els de Caners, els Oms, la Coma, Serboixos, la Llau de la Mola, la Vinya i la Creueta de Pla, arriba al poble de Rivert just per sota i a ponent de la Costa Pelada. Entra a Rivert per lo Barri.